# Austin 14
L' Austin Fourteen est une berline de 1,7 litre qui a été introduite par Austin en août 1936 et est disponible en berline Goodwood, avec un toit fixe ou coulissant ou en cabriolet Goodwood. La carrosserie est toute en acier. Nominalement classés par Austin en tant que 14, la taille du moteur la classe fiscalement dans les 16 chevaux. La performance du moteur repris des Douze-Six légères se sont avérées décevantes, et une version révisée beaucoup plus souple avec près de 20% d'amélioration de la puissance de sortie fut introduite l'année suivante.

## Équipement
La voiture était fournie avec une colonne de direction réglable et une isolation de la carrosserie. Elle transportait confortablement quatre passagers avec de la place pour un petit cinquième au centre de la banquette arrière. Même les déflecteurs étaient munis de stores, il y avait des repose-pieds encastrés dans le dos des grands sièges avant, réglables par des sangles de traction. Le plancher arrière est plat, sauf pour le peu prononcé tunnel de l'arbre propulseur. Le véhicule comprenait une malle adaptée et la roue de secours se trouvait à l'horizontale dans l'espace en dessous. Le couvercle pouvait être rabattu et utilisé comme une plate-forme à bagages.

## Châssis
Le toit mono-pièce en acier, ainsi que les portes et les planchers ont été isolés thermiquement et phoniquement. Le cadre avait un renforcement central cruciforme dont les membres ont été inversés pour former des boites de section avec les flancs.
L'embrayage et la boîte de vitesses ont été isolés en un seul montage du châssis par du caoutchouc, il y a deux points de suspension à l'avant et un à l'arrière de la boîte de vitesses. Le silencieux et le système d'échappement ont été isolés du châssis par un montage en caoutchouc.

### Suspension
Des ressorts semi-elliptiques entrelacés en zinc ont été équipés avec des disques auto-lubrifiantes et contrôlés par des amortisseurs hydrauliques. Devant, les ressorts étaient enchaînés et étaient à plat, les ressorts arrière étant sous la carrosserie.

### Freins
Des freins Girling étaient à commande mécanique de type à coin et rouleau et les quatre freins sont commandés à la main ou au pied.

### Direction
La direction était du type par roue hélicoïdale et secteur.

## Essai routier
Le correspondant du "Times" a rapporté que le moteur était feutré, robuste et prêt, mais que le raffinement et la brillance ne sont pas ses points forts". La basse pression des pneus permit la légèreté et la balance à la vitesse, dit-il, mais la voiture a tenu la route de manière satisfaisante et 65 miles à l'heure (105 km/h) s'est avérée une confortable vitesse maximale.

## Révision
Huit mois après publication de l'essai sur route, le "Times" a estimé être en mesure d'annoncer que l'Austin Quatorze était devenue une bien meilleure voiture.

### Moteur
Le moteur avait reçu une nouvelle culasse, un plus grand carburateur, de plus grandes soupapes d'admission et un taux de compression plus élevé. La puissance de sortie est passée de 38,7 ch à 3 800 tr/min à 46 ch à 4 000 tr/min, soit une augmentation de près de 20 %.

## 1939

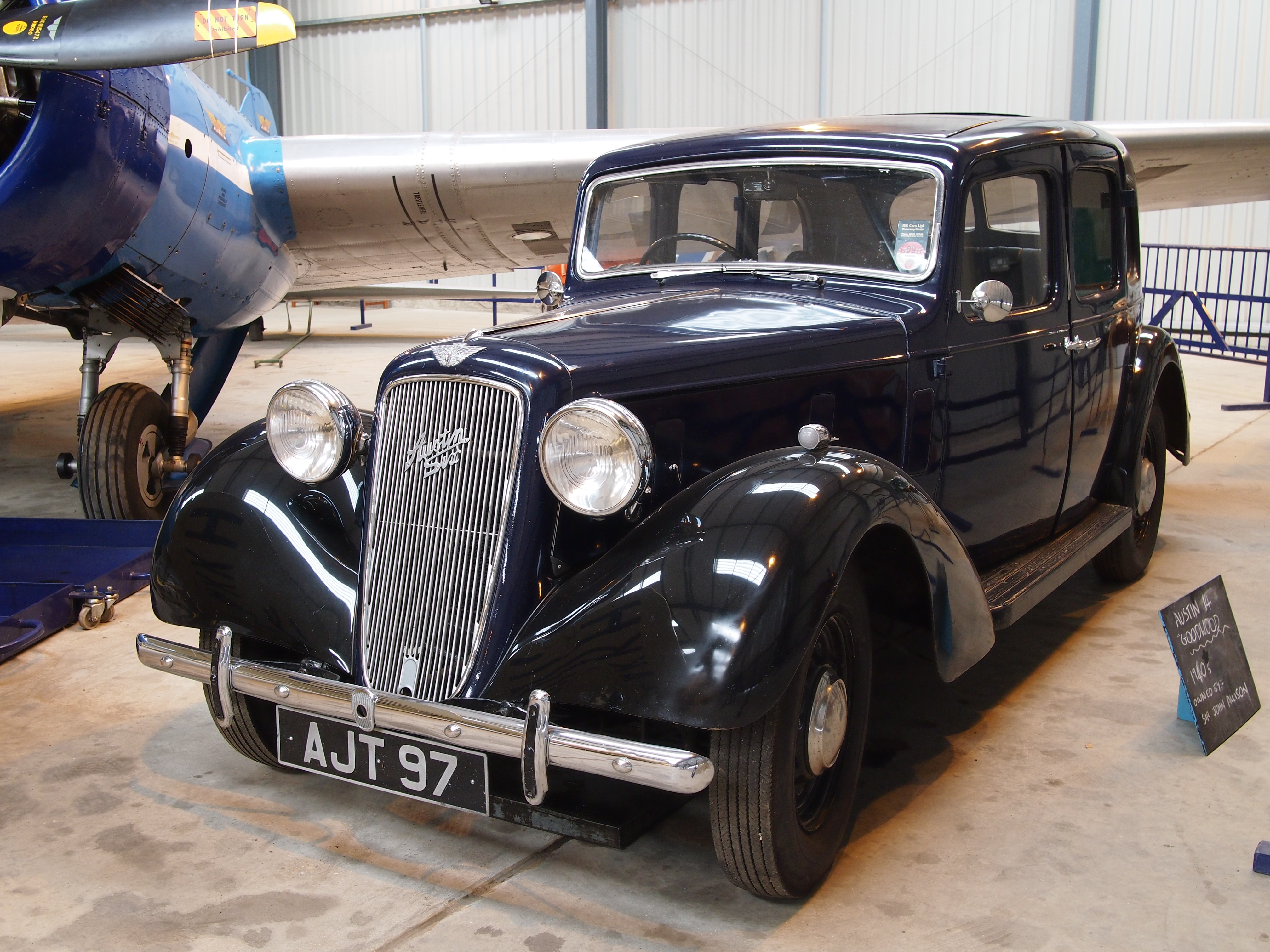
Derniers modèles de la voiture, avec un capot et des portières plus larges.
Shuttleworth Collection Bedfordshire.

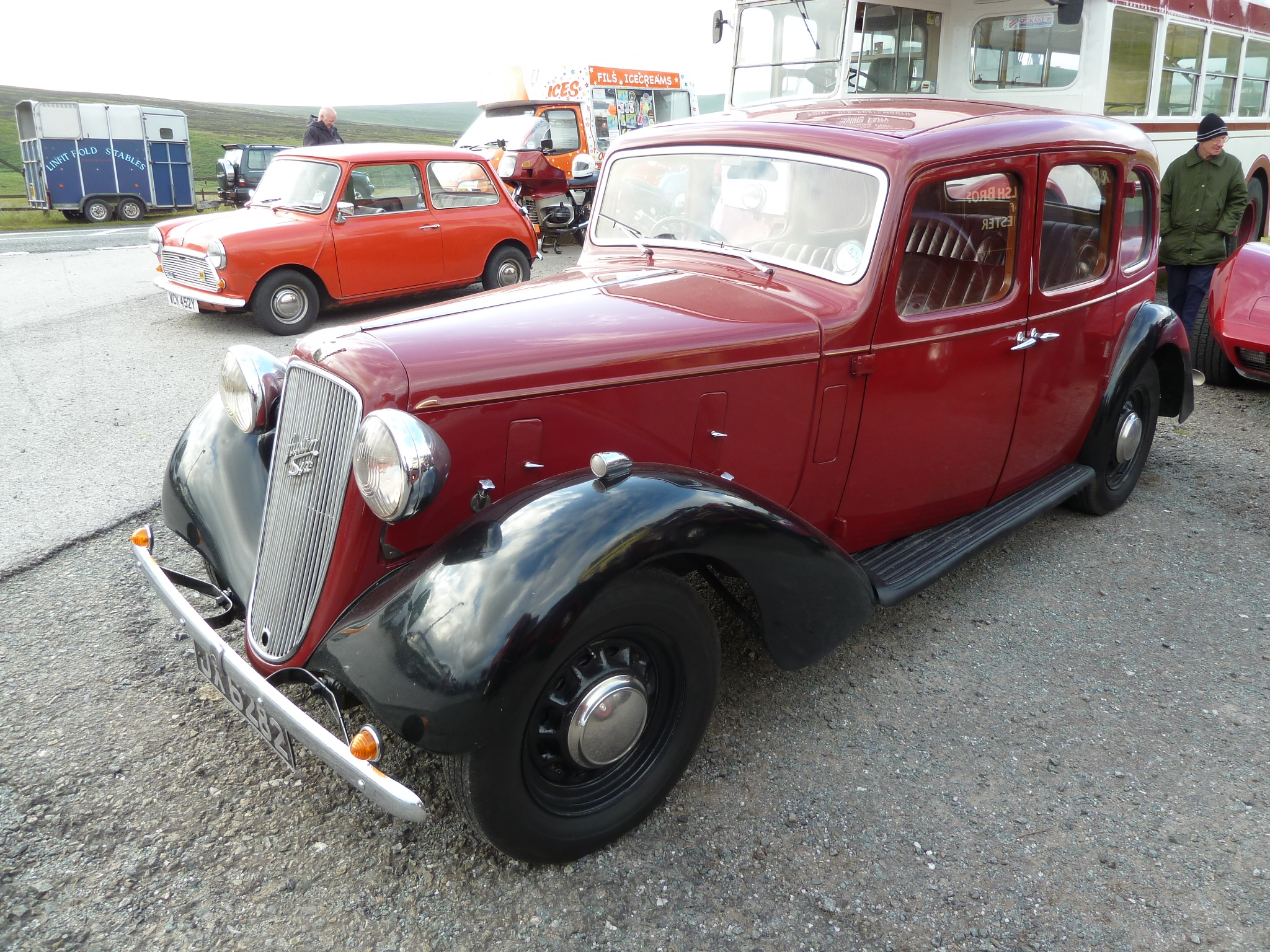
Voiture du début de 1938.

Maintenant fournie avec une amélioration de la fixation du moteur, une nouvelle poignée de frein à main pistolet, des amortisseurs, des ressorts lubrifiés et, tout comme les Austin 12, des portes plus larges et un capot plus long.